# Eleccions legislatives austríaques de 1927
Les eleccions legislatives austríaques del 1927 (Nationalratswahl in Österreich 1923), celebrades el 24 d'abril de 1927, foren les terceres eleccions del Consell Nacional a la Primera República Austríaca. S'hi renovaren els 165 membres del Consell Nacional.
Tot i guanyar amb majoria la Llista Unitària entre el Partit Socialcristià i el Partit Popular de la Gran Alemanya (PPGA), els resultats d'aquesta no foren satisfactoris, ja que no superaren els vots que els dos partits havien tret per separat l'any 1923. Així, el vot pangermanista que tradicionalment havia anat al PPGA, va ser capitalitzat per la Lliga Rural, que va aconseguir millorar lleugerament els seus resultats. El socialcristià Ignaz Seipel fou reelegit Canceller.

## Resultats
| Partit                     | Partit                                                | Vots      | %     | Escons | +/– |  |
| -------------------------- | ----------------------------------------------------- | --------- | ----- | ------ | --- |  |
|                            | Llista Unitària                                       | 1.753.761 | 48,24 | 85     | 7   |  |
|                            | Partit Socialdemòcrata dels Treballadors d'Àustria    | 1.539.635 | 42,28 | 71     | 3   |  |
|                            | Lliga Rural                                           | 230.157   | 6,32  | 9      | 4   |  |
|                            |                                                       |           |       |        |     |  |
|                            | Unió contra la Corrupció                              | 35.471    | 0,97  | 0      | Nou |  |
|                            | Bloc Socialpopulista                                  | 26.991    | 0,74  | 0      | Nou |  |
|                            | Partit Comunista d'Àustria                            | 16.119    | 0,44  | 0      | =   |  |
|                            | Llista Democràtica                                    | 15.112    | 0,41  | 0      | Nou |  |
|                            | Partit Jueu                                           | 10.845    | 0,30  | 0      | =   |  |
|                            | Partit dels Eslovens de Caríntia                      | 9.334     | 0,26  | 0      | =   |  |
|                            | Partit Nacional Socialista dels Treballadors Alemanys | 779       | 0,02  | 0      | Nou |  |
|                            | Partit dels Petits Empresaris d'Àustria               | 251       | 0,01  | 0      | Nou |  |
|                            | Unió dels Ciutadans Independents                      | 60        | 0,00  | 0      | Nou |  |
|                            | Partit dels Camperols i Comerciants                   | 11        | 0,00  | 0      | Nou |  |
| Total                      | Total                                                 | 3.641.526 | 100   | 165    | =   |  |
|                            |                                                       |           |       |        |     |  |
| Vots vàlids                | Vots vàlids                                           | 3.641.526 | 99,02 |        |     |  |
| Vots nuls                  | Vots nuls                                             | 35.907    | 0,98  |        |     |  |
| Participació               | Participació                                          | 3.677.433 | 100   |        |     |  |
| Cens                       | Cens                                                  | 4.119.626 | 89,27 |        |     |  |
| Font: Siemens Austria, BMI |                                                       |           |       |        |     |  |